# Solva rufiventris
Solva rufiventris är en tvåvingeart som först beskrevs av Jacques-Marie-Frangile Bigot 1879.  Solva rufiventris ingår i släktet Solva och familjen lövträdsflugor. Inga underarter finns listade i Catalogue of Life.